# Coupe de la Ligue française féminine de handball 2015-2016
Navigation
Coupe de la Ligue 2014-2015
La Coupe de la Ligue féminine de handball 2015-2016 est la 14e et dernière édition de la Coupe de la Ligue française féminine de handball. Elle est composée de deux tours qualificatifs puis d'une phase finale se déroulant à Trélazé les 26 et 27 mars 2016.
Le CJF Fleury Loiret Handball, tenant du titre, conserve sa couronne en disposant en finale de l'OGC Nice Côte d'Azur Handball sur le score de 25 à 20.

## Calendrier
| Tour                | Nom                 | Date              | Clubs |
| Tours préliminaires |                     |                   |       |
| 1                   | Huitièmes de finale | 14 et 21 novembre | 4     |
| 2                   | Quarts de finale    | 27 janvier        | 8     |
| Phase finale        |                     |                   |       |
| 3                   | Demi-finales        | 26 mars           | 4     |
| 4                   | Finale              | 27 mars           | 2     |

## Huitièmes de finale
| Date Aller | Club        | Aller   | Total   | Retour  | Club                          | Date Retour |
| --- | ----------- | ------- | ------- | ------- | ----------------------------- | ----------- |
| 14 novembre 2015 | ES Besançon | 30 - 26 | 55 - 53 | 25 - 27 | Toulon Saint-Cyr Var Handball | 21 novembre |
| À la suite du dépôt de bilan de l'Union Bègles Bordeaux-Mios Biganos, Nantes LA se qualifie directement pour les quarts de finale. |             |         |         |         |                               |             |

## Quarts de finale
| Date            | Club                   | Score   | Club                          |
| --------------- | ---------------------- | ------- | ----------------------------- |
| 27 janvier 2016 | HBC Nîmes              | 24 - 31 | OGC Nice Côte d'Azur Handball |
| 27 janvier 2016 | Issy Paris Hand        | 23 - 22 | ES Besançon                   |
| 27 janvier 2016 | Metz Handball          | 30 - 22 | Nantes LA                     |
| 27 janvier 2016 | Fleury Loiret Handball | 34 - 23 | Cercle Dijon Bourgogne        |

## Phase finale

### Tableau
|  | Demi-finales 26 mars 2016     | Demi-finales 26 mars 2016     |                            |    | Finale 27 mars 2016 | Finale 27 mars 2016 |
|  | Demi-finales 26 mars 2016     | Demi-finales 26 mars 2016     |                            |    | Finale 27 mars 2016 | Finale 27 mars 2016 |
|  |                               |                               |                            |    |                     |                     |
|  |                               |                               |                            |    |                     |                     |
|  |                               |                               |                            |    |                     |                     |
|  | Metz Handball                 | 26                            |                            |    |                     |                     |
|  | Metz Handball                 | 26                            |                            |    |                     |                     |
|  | CJF Fleury Loiret Handball    | 27                            |                            |    |                     |                     |
|  | CJF Fleury Loiret Handball    | 27                            | CJF Fleury Loiret Handball | 25 |                     |                     |
|  |                               |                               | CJF Fleury Loiret Handball | 25 |                     |                     |
|  |                               | OGC Nice Côte d'Azur Handball | 20                         |    |                     |                     |
|  | OGC Nice Côte d'Azur Handball | OGC Nice Côte d'Azur Handball | 20                         | 20 |                     |                     |
|  | OGC Nice Côte d'Azur Handball |                               |                            | 20 |                     |                     |
|  | Issy Paris Hand               | 11                            |                            |    |                     |                     |
|  | Issy Paris Hand               | 11                            |                            |    |                     |                     |

### Vainqueur
| Vainqueur de la Coupe de la Ligue française féminine 2015-2016 CJF Fleury Loiret Handball 2e victoire |